# Couepia belemii
Couepia belemii, também conhecido como milho-torrado, é uma espécie de planta do gênero Couepia e da família Chrysobalanaceae. 

## Taxonomia
A espécie foi descrita em 1972 por Ghillean Prance. 

## Forma de vida
É uma espécie terrícola e arbórea. 

## Descrição
| Folha                 | Folha                    |
| --------------------- | ------------------------ |
| formato               | oblongo-elíptica/oblonga |
| pilosidade            | pubescente/aracnoide     |
| Inflorescência        |                          |
| tipo                  | panícula                 |
| Flor                  |                          |
| receptáculo - formato | campanulada              |
| estame número         | 25 - 45                  |
| filete - fusão        | livre                    |
| Fruto                 |                          |
| epicarpo              | desconhecido             |

## Conservação
A espécie faz parte da Lista Vermelha das espécies ameaçadas do estado do Espírito Santo, no sudeste do Brasil. A lista foi publicada em 13 de junho de 2005 por intermédio do decreto estadual nº 1.499-R. 

## Distribuição
A espécie é encontrada nos estados brasileiros de Bahia e Espírito Santo. 
A espécie é encontrada no domínio fitogeográfico de Mata Atlântica, em regiões com vegetação de floresta ombrófila pluvial.